# Medișoru Mic, Harghita
Medișoru Mic (în maghiară Kismedesér) este un sat în comuna Avrămești din județul Harghita, Transilvania, România.

 Acest articol despre o localitate din județul Harghita este deocamdată un ciot. Puteți ajuta Wikipedia prin completarea lui.